# 주지련
주지련(朱之璉, ? - 1730년)은 명나라의 황족이자 청나라의 관료였다. 명나라 태조 홍무제 주원장의 13대손이자 번국인 주계(朱桂)의 후손이었다. 한군 정백기(正白旗) 소속이다.

## 생애
명나라의 번국인 대국(代國)왕가의 후손으로 주원장의 13번째 서자로 대국(代國)왕에 봉해진 대간왕(代簡王) 주계(朱桂)의 12대손이며 대왕(代王) 주이(朱彝)의 손자였다. 1723년 옹정제 2년 12월 청나라 조정에 입조하여 옹정제로부터 일등후(一等侯)에 봉해지고 강녕(江寧)에 거주하도록 허락받았으며, 평창(昌平)에서 역대 명나라 황실의 제사를 받들도록 하였다. 1730년(옹정제 8년)에 사망했다. 건륭제 14년 8월일등연은후(一等延恩侯)에 추증(追贈)되고 세습(世襲)을 허락받았다. 이후 그의 후손은 청나라 말기까지 대를 이어오며 명나라 황실의 제사를 받들었다.
| 전임 영정왕 | 명나라황실 수장 1683년 ~ 1730년 | 후임 아들 주진 |